# Wysoczyzna Żelechowska
Wysoczyzna Żelechowska (318.95) – kraina naturalna we wschodniej Polsce, stanowiąca południowo-zachodni mezoregion Niziny Południowopodlaskiej. Wznosi się między Równiną Garwolińską na zachodzie a Łukowską na wschodzie oraz Doliną Środkowej Wisły i Pradoliną Wieprza na południu a Obniżeniem Węgrowskim na północy. Powierzchnia 1844 km².

## Rzeźba terenu
Mezoregion obejmuje zdenudowaną, równinną i falistą wysoczyznę ze wzniesieniami morenowymi i wydmami. 
Na północy, koło Stoczka Łukowskiego, moreny czołowe zlodowacenia warciańskiego (stadiału Warty zlodowacenia środkowopolskiego) osiągają ponad 204 m n.p.m. 
Podczas recesji lądolodu zlodowacenia Warty powstały doliny rzek, które głęboko rozcięły pokłady glin starszych zlodowaceń. Obecnie najmniejsze wysokości wynoszą ok. 130 m n.p.m. – w dolinie Wilgi. Doliny – pierwotnie głębokie, obecnie tylko szerokie – w głębi zostały wypełnione osadami fluwioglacjalnymi zlodowacenia Warty, następnie interglacjału eemskiego, piaskami nagromadzonymi podczas zlodowacenia Wisły i torfami z holocenu. Wzdłuż linii Domanice—Jedlanka—Krzywda—Adamów—Serokomla—Kock Wysoczyzna graniczy z Równiną Łukowską. Ten wschodni skraj mezoregionu to strefa sandru powstałego podczas recesji lądolodu zlodowacenia warciańskiego. Część piasków równiny sandrowej została uformowana w wydmy. Koło Huty-Dąbrowy maksymalna wysokość wynosi 207 m n.p.m.

## Sieć rzeczna
Północno-wschodnim skrajem Wysoczyzny Żelechowskiej przebiega dział wodny między bezpośrednimi dopływami Wisły a dopływami Tyśmienicy i Bugu. W strefie sandru zaczynają się: Mała Bystrzyca, Grabówka, Czarna, Okrzejka, Wilga i, poprzez wschodnią strugę początkową, Świder. Na południo-wschód, do Tyśmienicy, płynie mała rzeka Czarna. Z południowego skłonu krainy krótkie cieki (np. Świnka) zbiera Wieprz. W północno-wschodniej części mezoregionu, w pobliżu kulminacji terenu, biorą początek największe rzeki rozcinające wysoczyznę: dopływy Wisły Świder i Wilga. Druga z rzek koło Huty-Dąbrowy bifurkuje z Małą Bystrzycą. W granicach krainy dłuższym odcinkiem niż Świder płynie Okrzejka, a zwłaszcza Wilga. Między dorzeczami tych dwóch rzek mieści się zlewnia Promnika. Równoleżnikowe doliny bezpośrednich dopływów Wisły odprowadzają wody z przeważającej powierzchni regionu, kierując się w stronę zachodnią.

## Zagospodarowanie
Wysoczyzna Żelechowska jest krainą rolniczą urozmaiconą niewielkimi płatami lasu. Znajduje się w niej około dwudziestu kompleksów przeważnie niedużych stawów rybnych. W pobliżu Seroczyna ustanowiono rezerwaty przyrody Kulak i Dąbrowy Seroczyńskie. Należą one do Łukowskiego Obszaru Chronionego Krajobrazu, którego mała część znajduje się w obrębie mezoregionu. 
Największe miejscowości to miasta: Ryki – najludniejsze oraz dwa najstarsze – centralnie położony Żelechów i leżący nad Świdrem Stoczek Łukowski. Przez obszar częściowo przebiegają trzy linie kolejowe: Łuków—Dęblin (przez stację Okrzeja), Łuków—Pilawa (przez Stoczek Łukowski) i linia kolejowa Warszawa—Lublin (przez stację Sobolew) oraz droga krajowa Warszawa—Lublin (przez Ryki).

## Punkty widokowe

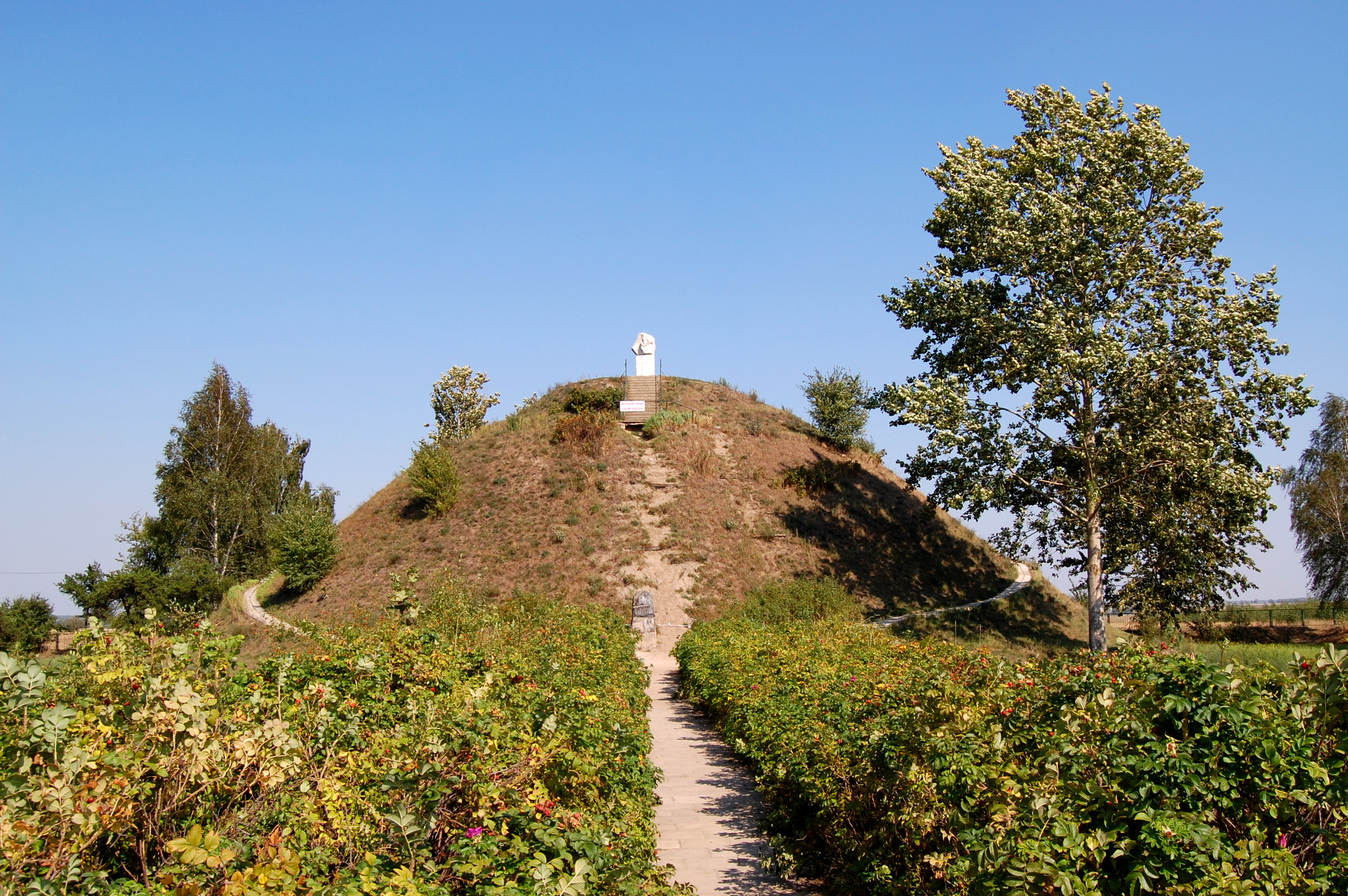
Kopiec Sienkiewicza w Okrzei

Kopiec Henryka Sienkiewicza w Okrzei – 15 m wysokości względnej.

## Przynależność administracyjna
W I Rzeczypospolitej (do 1795 r.) najbliższe okolice Żelechowa i południowa część Wysoczyzny, aż po Okrzeję i rzekę Czarną, stanowiły większą część ziemi stężyckiej, skraj północno-wschodni, z Wilczyskami, należał do ziemi łukowskiej, natomiast zlewnia Świdra była częścią ziemi czerskiej. Granicę Małopolski i Mazowsza, a także diecezji krakowskiej i poznańskiej, wyznaczała częściowo rzeka Promnik, nad którą leży Łaskarzew.
Od 1999 r. mezoregion podzielony jest głównie między trzy powiaty, na części o zbliżonej powierzchni. Część północno-wschodnia należy do powiatu łukowskiego, południowa do powiatu ryckiego województwa lubelskiego. Natomiast zachodnia, aż po leżący na styku z Równiną Garwolińską Łaskarzew – do powiatu garwolińskiego województwa mazowieckiego. Jedynie fragment Wysoczyzny wysunięty na północ znajduje się w powiecie siedleckim.
Na Wysoczyźnie Żelechowskiej położone są następujące wsie gminne: pow. garwoliński – Trojanów, Sobolew, Górzno i Miastków Kościelny (miejscowość przy granicy Obniżenia Węgrowskiego); pow. siedlecki – Wodynie; pow. łukowski – Wola Mysłowska i Adamów; pow. rycki – Nowodwór i Kłoczew.
Bibliografia
Centralny Rejestr Form Ochrony Przyrody [w trakcie uzupełniania]. https://web.archive.org/web/20100109163054/http://rop.mos.gov.pl/, dostęp 2009.01.28.
Dombrowski A., Głowacki Z., Rogowiec M, Kuć D.: Charakterystyka przyrodnicza mezoregionów. W: Przyroda województwa siedleckiego. Pr. zbior. pod red. H. Kota. Urząd Wojewódzki w Siedlcach. Wydział Ochrony Środowiska, Siedlce 1995.
Harasimiuk M., Terpiłowski S. (redaktorzy nauk.): Zlodowacenie warty w Polsce. Wydawnictwo UMCS, Lublin 2004, ISBN 83-227-2269-9.
Kondracki J.: Geografia Polski. Mezoregiony fizycznogeograficzne. Wydawnictwo Naukowe PWN, Warszawa 1994, ISBN 83-01-11422-3.
Mapa topograficzna Polski 1 : 100 000, wydanie turystyczne. Ark. M-34-7/8: Góra Kalwaria. Oddział Topograficzny Sztabu Generalnego WP, PPWK, WZKart, Warszawa 1997, ISBN 83-7135-084-8.
Mapa topograficzna Polski 1 : 100 000, wydanie turystyczne. Ark. M-34-9/10: Łuków. Oddział Topograficzny Sztabu Generalnego WP, PPWK, WZKart, Warszawa 1997, ISBN 83-7135-136-4.
Mileska M. I. (red. nauk.): Słownik geograficzno-krajoznawczy Polski. PWN, Warszawa 1983, ISBN 83-01-03481-5.
Żarski M., Nita M., Winter H.: Nowe stanowiska interglacjalne w rejonie dolin Wilgi i Okrzejki na Wysoczyźnie Żelechowskiej (Polska południowo-wschodnia). "Przegląd Geologiczny" 2005, vol. 53, nr 2.